# Georg Gehring
Georg Gehring (Frankenthal, Alemania, 14 de noviembre de 1903-Polonia, 31 de octubre de 1943) fue un deportista alemán especialista en lucha grecorromana donde llegó a ser medallista de bronce olímpico en Ámsterdam 1928.

## Carrera deportiva
En los Juegos Olímpicos de 1928 celebrados en Ámsterdam ganó la medalla de bronce en lucha grecorromana estilo peso pesado, tras el luchador sueco Rudolf Svensson (oro) y el finlandés Hjalmar Nyström (plata).